# Полет 501 на „SAM Кълъмбия“
Полет 501 на „SAM Кълъмбия“ е редовен международен пътнически полет от международното летище Токумен, Панама, Панама, до международното летище „Ел Дорадо“, Богота, Колумбия, с планирано междинно кацане на международното летище „Хосе Мария Кордова“, Меделин, управляван от „SAM Кълъмбия“. На 19 май 1993 г. самолетът „Боинг 727-46“, който изпълнява полета, се разбива във връх Парамо Фронтино, близо до Меделин, което причинява смъртта на всички 125 пътници и 7 членове на екипажа на борда на машината.
Разследването установява, че гръмотевична активност в района затруднява навигацията с автоматичния радиолокатор, който е неизползваем, след като е атакуван от терористи. По този начин екипажът допуска навигационни грешки и се спуска към планински терен, където на височина от 3749 м се разбива.